# Tituly a vyznamenání Mikuláše I. Pavloviče

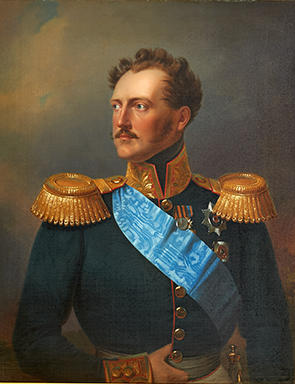
Mikuláš I. v uniformě s vyznamenáními

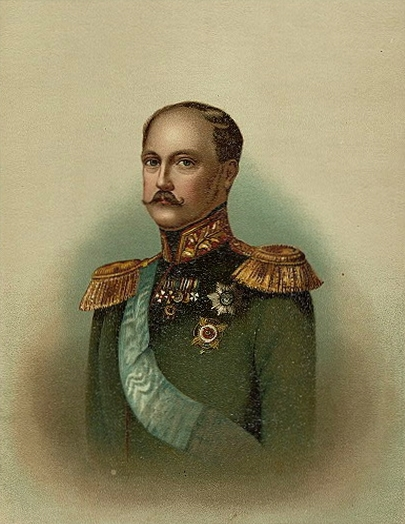
Portrét Mikuláše I. v uniformě zdobené vyznamenáními

Ruský car, finský velkokníže a poslední polský král Mikuláš I. během svého života obdržel řadu vyznamenání a titulů. V době své vlády byl hlavou ruských řádů.

## Tituly
- 6. července 1796 – 1. prosince 1825: Jeho císařská Výsost velkokníže Mikuláš Pavlovič Ruský
- 1. prosince 1825 – 2. března 1855: Jeho císařské Veličenstvo car a autokrat všech Rusů

## Vyznamenání

### Ruské impérium

#### Rusko
- Řád svatého Ondřeje – 1796
- Řád svatého Alexandra Něvského – 1796
- Řád svaté Anny – 1796
- Řád svatého Vladimíra I. třídy – 24. prosince 1823
- Řád svatého Jiří I. třídy – 13. prosince 1838
- Řád bílého orla

##### Polsko
- Řád svatého Stanislava I. třídy – 27. února 1815

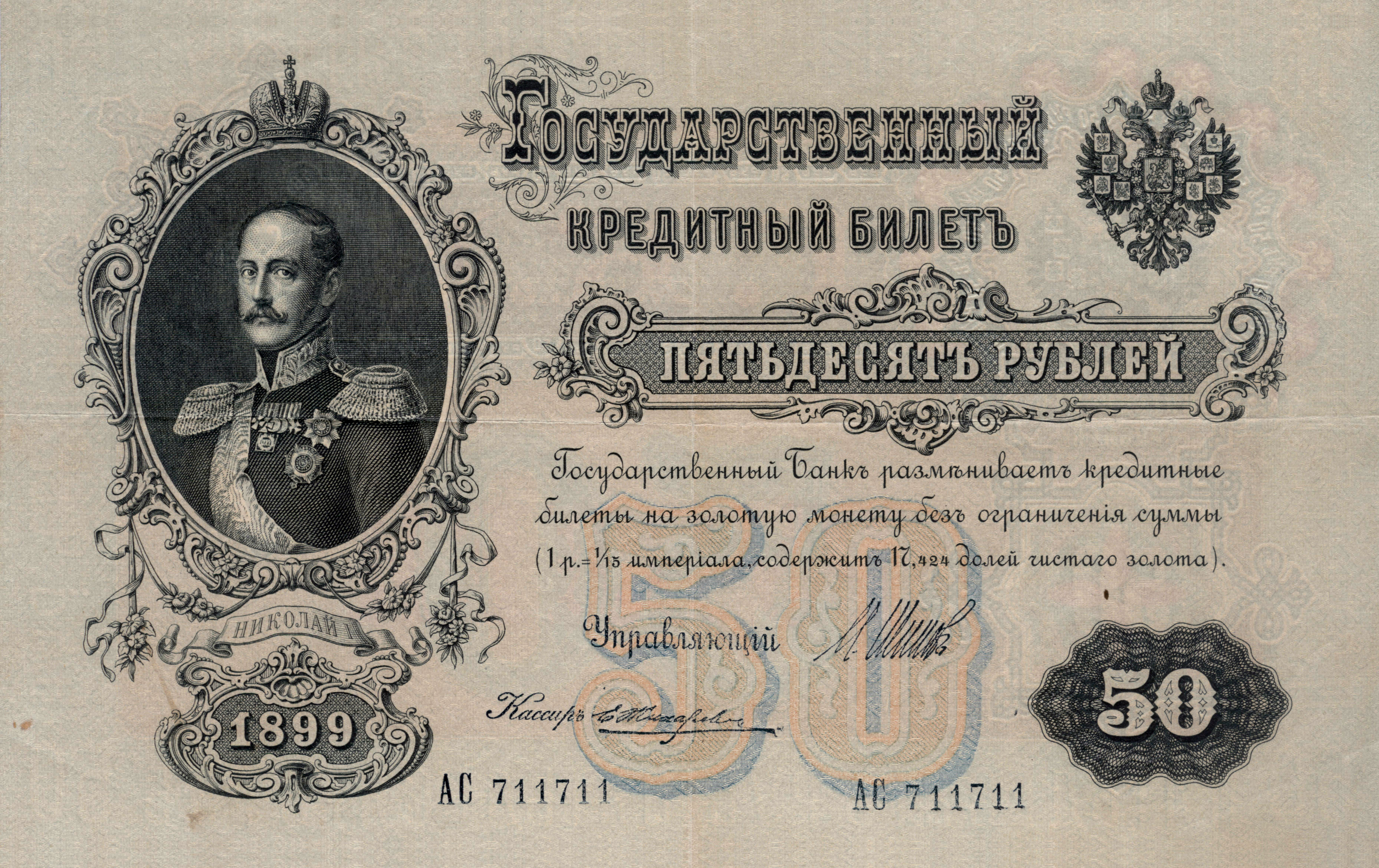
Portrét Mikuláše I. na bankovce v hodnotě 50 rublů

### Zahraniční vyznamenání

Erb Mikuláše I. jakožto rytíře Řádu zlatého rouna

- Anhaltské vévodství
  -  Domácí řád Albrechta Medvěda – 1833
- Bádenské velkovévodství
  -  rytíř Domácího řádu věrnosti – 28. února 1827
  -  Řád zähringenského lva – 28. února 1827
  -  Vojenský záslužný řád Karla Fridricha – 28. února 1827
- Bavorské království
  -  Řád svatého Huberta
- Brazilské císařství
  -  Řád růže – 19. srpna 1830
  -  Císařský řád kříže – 1841
- Dánsko
  -  rytíř Řádu slona – 24. ledna 1826
- Francie
  -  Řád svatého Ducha – 27. června 1815
- Hannoverské království
  -  Řád svatého Jiří – 24. června 1840
  -  Řád Guelfů – 24. června 1840
- Hesenské velkovévodství
  -  Řád Ludvíkův – 9. května 1830
  -  Řád zlatého lva – 1843
- Lucembursko
  -  Řád dubové koruny – 1841
- Nizozemsko
  -  velkokříž Vojenského řádu Vilémova – 11. května 1826[1]
  -  Řád nizozemského lva – 23. května 1817
- Království obojí Sicílie
  -  Řád svatého Januaria – 11. května 1826
  -  Konstantinův řád svatého Jiří – 11. května 1826
  -  Řád svatého Ferdinanda a za zásluhy – 11. května 1826
- Oldenburské vévodství
  -  Domácí a záslužný řád vévody Petra Fridricha Ludvíka – 1838
- Parmské vévodství
  -  Řád svatého Ludvíka – 20. července 1852
- Portugalské království
  -  Řád věže a meče – 1823
- Pruské království
  -  Řád černé orlice – 13. ledna 1809
  -  Řád červené orlice – 13. ledna 1809
- Řecko
  -  Řád Spasitele – 1833
- Sardinské království
  -  rytíř Řádu zvěstování – 7. dubna 1826[2]
- Saské království
  -  Řád routové koruny – 1836
- Sasko-výmarsko-eisenašské vévodství
  -  Řád bílého sokola – 15. listopadu 1826
  -  velkokříž Vévodského sasko-ernestinského  domácího řádu – 1836
- Spojené království
  -  rytíř Podvazkového řádu – 8. července 1827
- Španělsko
  -  887. rytíř Řádu zlatého rouna – 30. června 1817[3]
- Švédsko
  -  rytíř Řádu Serafínů – 16. září 1812
  -  Řád meče – 16. září 1812
  -  Řád polární hvězdy – 16. září 1812
- Uhersko
  -  velkokříž Královského uherského řádu svatého Štěpána – 12. února 1826
- Württemberské království
  -  Řád württemberské koruny – 22. října 1826
  -  Vojenského záslužného řádu – 22. října 1826

## Eponyma
Po ruském carovi Mikuláši I. je pojmenován rod rostlin z čeledi zázvorníkovitých (Zingiberaceae) Nicolaia